# 不動ノ峰

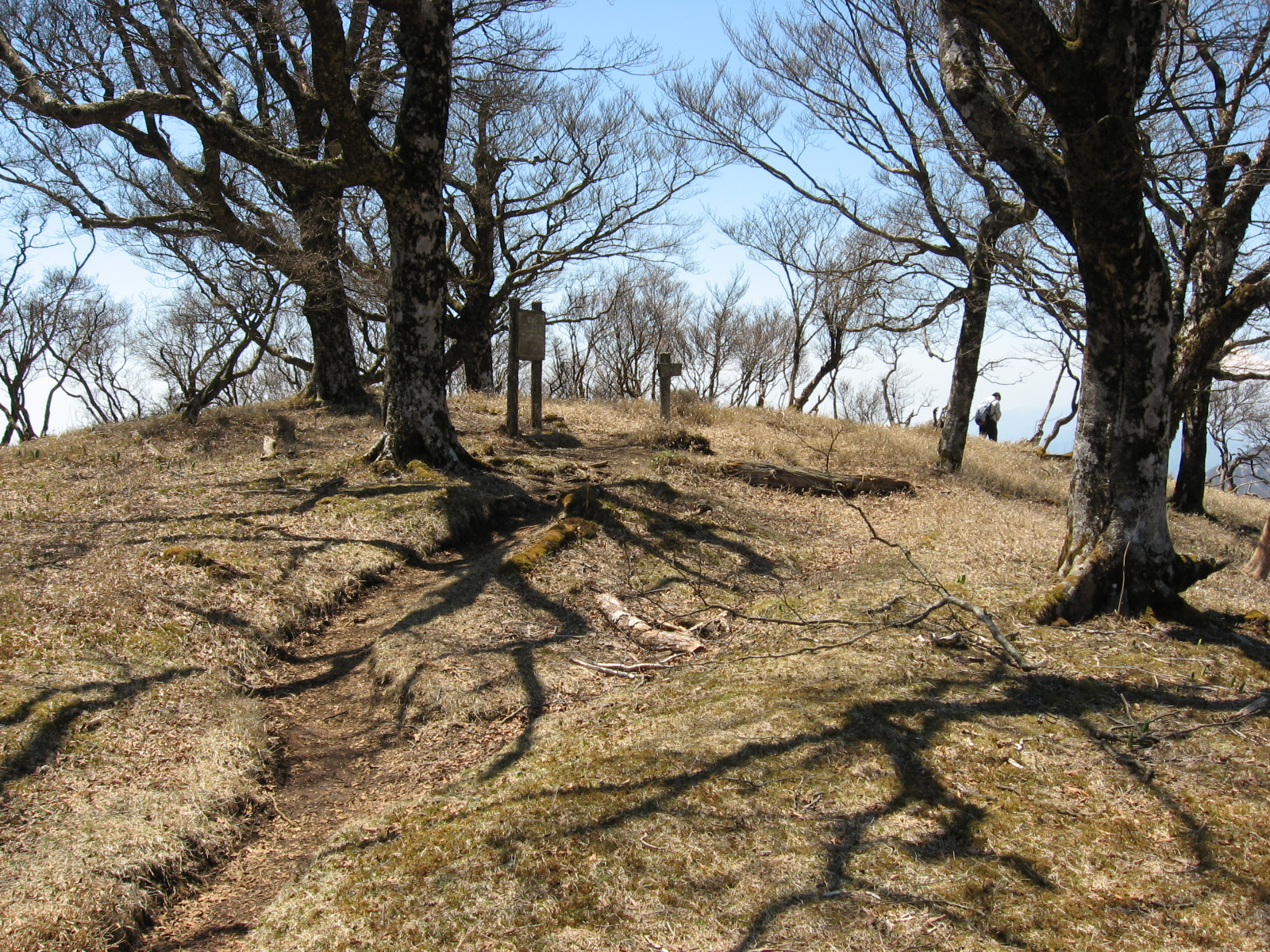
不動ノ峰山頂部（2007年4月）

不動ノ峰（ふどうのみね）は丹沢山地の丹沢主脈にある標高1,614mの山である。神奈川県相模原市と足柄上郡山北町の境界線上に位置し、丹沢大山国定公園に属す。
丹沢山と蛭ヶ岳の間にあり、丹沢山地で蛭ヶ岳に次ぎ2番目に高い山であるが、周辺の高低差が少ないので気付かずに通り過ぎる人も多い。丹沢山側へやや下った場所には不動ノ峰休憩所があるが、非常時以外での宿泊は禁じられている。

## 山名の由来
奈良時代に丹沢を開山した山岳仏教徒が修行の道場とした事から、不動像を祭り仏教用語で「不動ノ峰」と名付けられたと言われている。なお、この不動像は現在も山頂直下に残っている。

## 周辺の山
- 箒杉沢ノ頭 (1,550m)
- 丹沢山 (1,567m)
- 棚沢ノ頭 (1,590m)
- 鬼ヶ岩ノ頭 (1,608m)
- 蛭ヶ岳 (1,673m)

## 関連画像

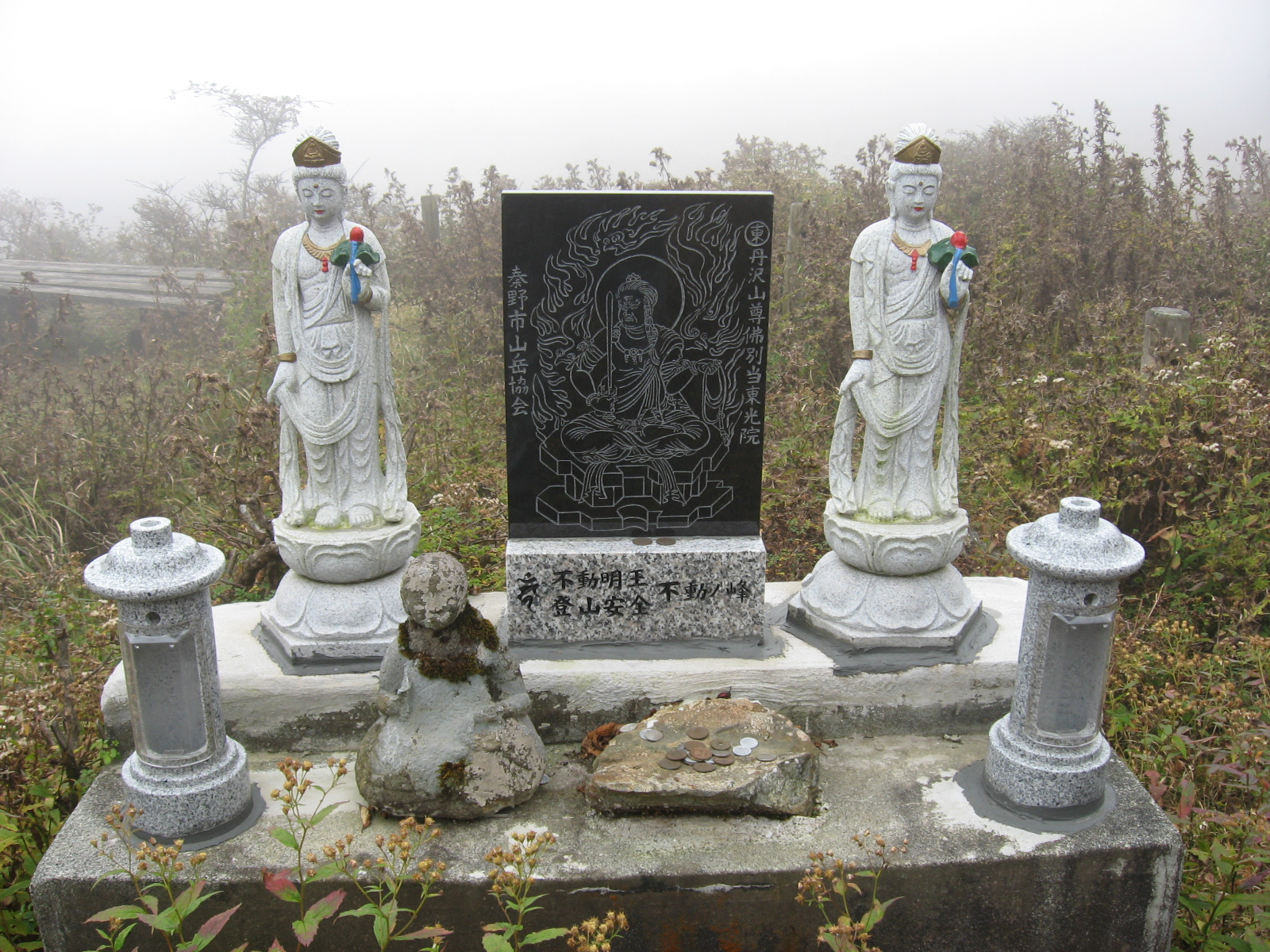
山頂直下の休憩所隣にある不動像（手前）と観音像（奥）
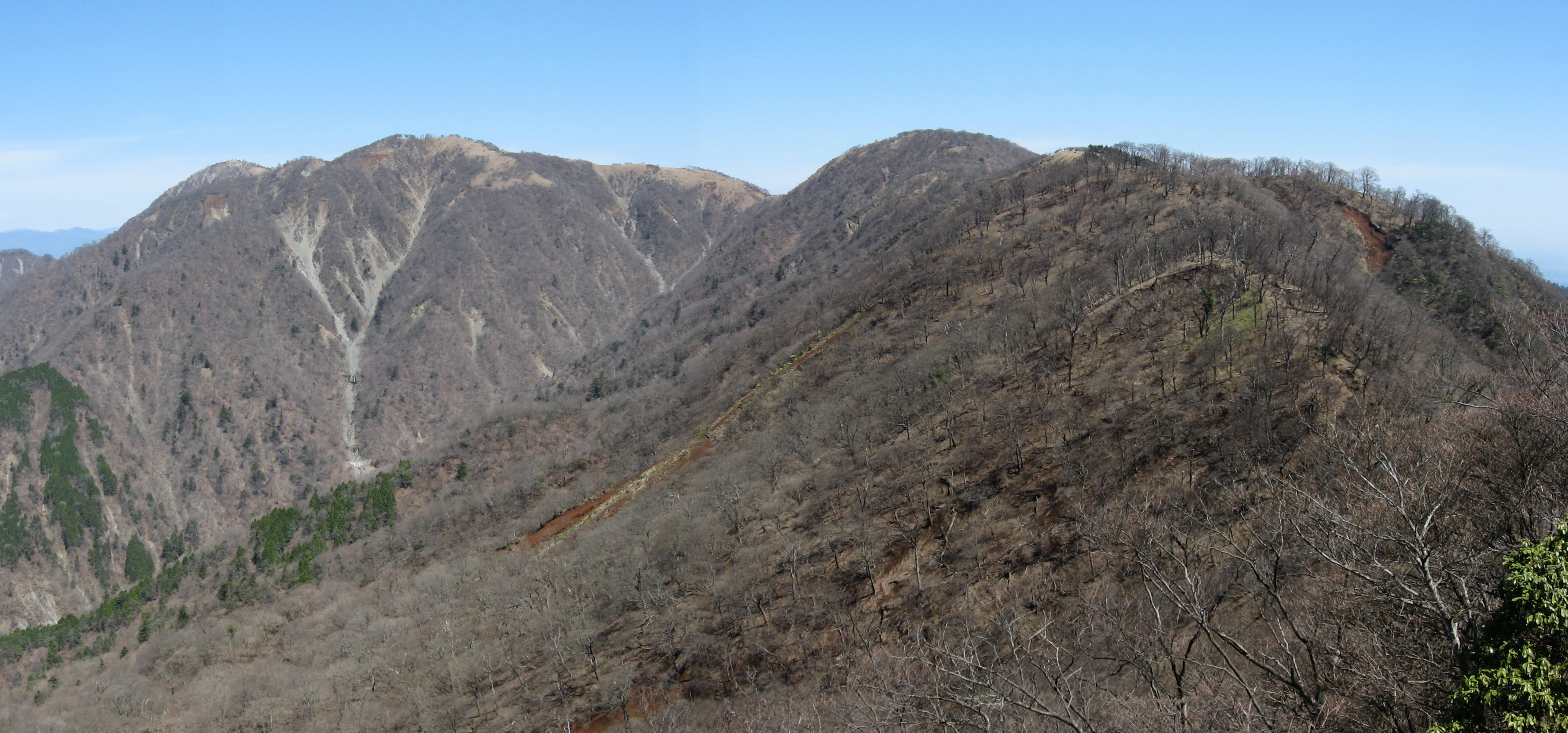
塔ノ岳下部より不動ノ峰（左）と丹沢山（右）
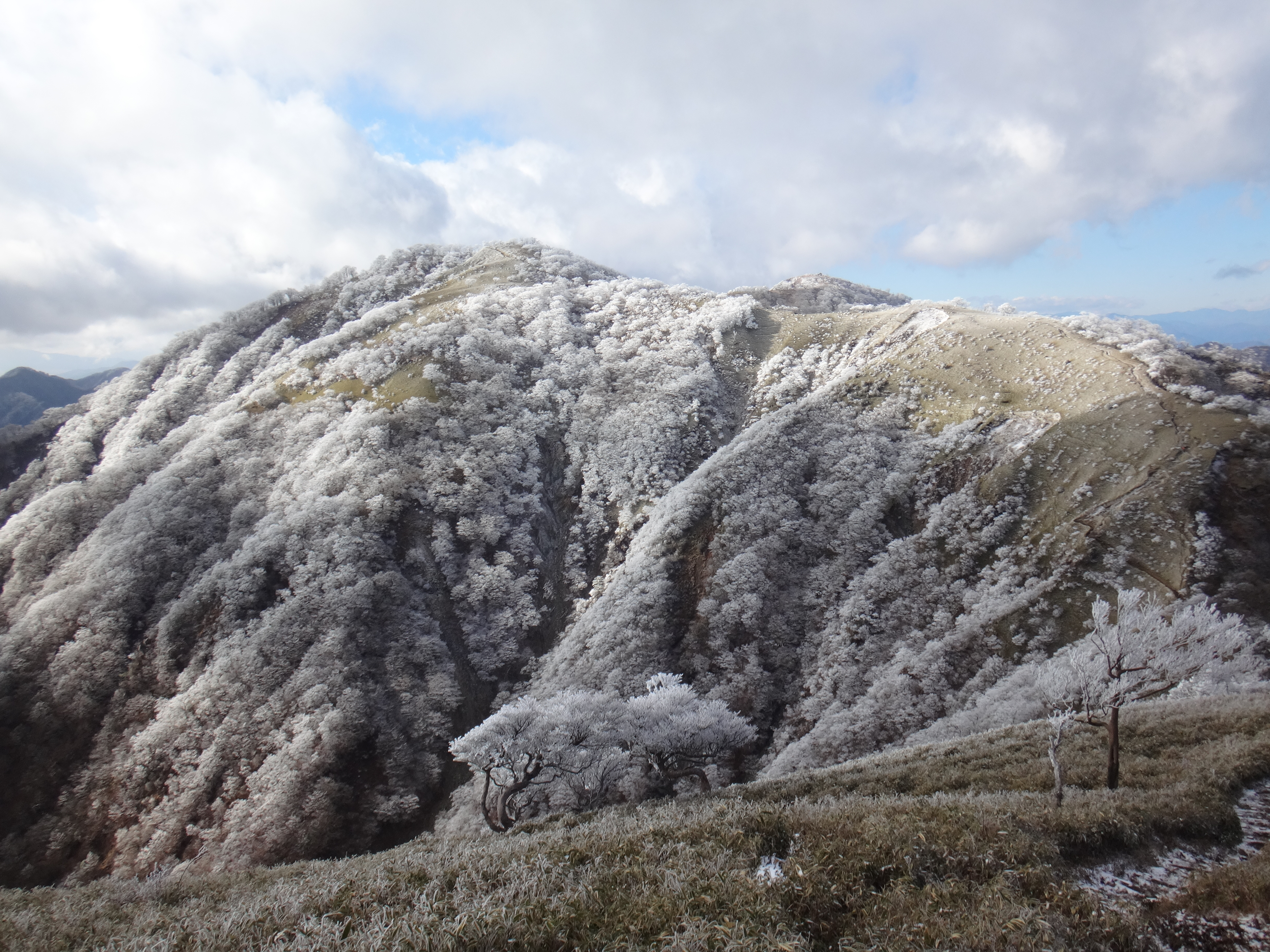
霧氷の不動ノ峰（丹沢山付近から）